# Uttertjärnarna, Hälsingland
Uttertjärnarna är en sjö i Härjedalens kommun i Hälsingland och ingår i Ljungans huvudavrinningsområde.